# Rudy Jocqué
Rudy Jocqué (1946) is een Belgisch arachnoloog. 
Jocqué studeerde in 1969 af aan de Universiteit Gent als licentiaat in de dierkunde met een thesis over plankton in vijvers nabij Oostende. Hij promoveerde in 1981 tot doctor in de biologie aan de Universiteit Gent op basis van een proefschrift getiteld "Verspreidings- en activiteits- en groeipatronen bij spinnen (Araneida) met speciale aandacht voor de arachnofauna van de Kalmthoutse Heide." Zijn promotor was prof. Jan Hublé. Hij werkte sinds 1970 ter voorbereiding van dit proefschrift in het laboratorium voor Oecologie der Dieren, Zoögeografie en Natuurbehoud van Hublé, waar hij vanaf oktober 1971 pionierswerk verrichtte door als eerste in een Belgische universitaire onderzoeksinstelling de arachnofauna te bestuderen, een studie tweemaal onderbroken door missies voor de FAO, eenmaal van 1974 tot 1976 in Ivoorkust en eenmaal van 1977 tot 1978 in Malawi.
Jocqué was eveneens van 1978 tot 2011 professioneel verbonden aan het Koninklijk Museum voor Midden-Afrika te Tervuren, initieel als attaché, sinds 1985 en tot zijn pensioen als curator en verantwoordelijke voor het departement ongewervelde niet-insecten, en als zoöloog gespecialiseerd in de Afrotropische arachnofauna. Hij was een van de stichtende leden van de African Arachnological Society. In zijn professionele loopbaan inventariseerde hij 14.000 spinnen van  over de gehele wereld. Jocqué is tevens secretaris van Arabel, de Belgische Arachnologische Vereniging waarvan hij in 1976 een van de mede-oprichters was. Jocqué bleef ook na zijn officieel pensioen actief binnen het museum te Tervuren.
Voor zijn werkzaamheden voor de Afrikaanse arachnologie, werd hij in 2005 gelauwerd met de Lawrence Certification of Merit for Advancement of Arachnology in Africa.

## Taxons met naamgeving in zijn eer
- Hahnia jocquei Bosmans, 1982
- Gallieniella jocquei Platnick, 1984
- Afrilobus jocquei Griswold & Platnick, 1987
- Thomisus jocquei Dippenaar-Schoeman, 1988
- Xevioso jocquei Griswold, 1990
- Evippa jocquei Alderweireldt, 1991
- Setaphis jocquei Platnick & Murphy, 1996
- Goleba jocquei Szüts, 2001

- Oedignatha jocquei Deeleman-Reinhold, 2001
- Raecius jocquei Griswold, 2002
- Cheiramiona jocquei Lotz, 2003
- Garcorops jocquei Corronca, 2003
- Habronestes jocquei Baehr, 2003
- Spermophora jocquei Huber, 2003
- Selenops jocquei Corronca, 2005
- Zelotes jocquei FitzPatrick, 2007

## Enkele van de door hem beschreven taxons
- Akyttara Jocqué, 1987
- Amphiledorus Jocqué & Bosmans, 2001
- Antillorena Jocqué, 1991
- Antoonops Fannes & Jocqué, 2008
- Araeoncus malawiensis Jocqué, 1981
- Araeoncus viphyensis Jocqué, 1981
- Aschema Jocqué, 1991
- Asteron Jocqué, 1991
- Australutica Jocqué, 1995
- Cameroneta longiradix Bosmans & Jocqué, 1983
- Cameroneta Bosmans & Jocqué, 1983
- Cavasteron Baehr & Jocqué, 2000
- Chilumena Jocqué, 1995
- Chummidae Jocqué, 2001
- Chumma Jocqué, 2001
- Chumma gastroperforata Jocqué, 2001
- Chumma inquieta Jocqué, 2001
- Colima Jocqué & Baehr, 2005
- Comorella Jocqué, 1985
- Comorella spectabilis Jocqué, 1985
- Deelemania Jocqué & Bosmans, 1983
- Deelemania gabonensis Jocqué, 1983
- Deelemania malawiensis Jocqué & Russell-Smith, 1984
- Deelemania manensis Jocqué & Bosmans, 1983
- Donacosa Alderweireldt & Jocqué, 1991
- Donacosa merlini Alderweireldt & Jocqué, 1991
- Dusmadiores Jocqué, 1987
- Dusmadiores doubeni Jocqué, 1987
- Dusmadiores katelijnae Jocqué, 1987
- Dusmadiores robanja Jocqué, 1987
- Epicratinus Jocqué & Baehr, 2005
- Euryeidon Dankittipakul & Jocqué, 2004
- Forsterella Jocqué, 1991
- Forsterella faceta Jocqué, 1991
- Foveosa Russell-Smith, Alderweireldt & Jocqué, 2007
- Griswoldia Dippenaar-Schoeman & Jocqué, 1997
- Hala Jocqué, 1994
- Heradion Dankittipakul & Jocqué, 2004
- Holmelgonia Jocqué & Scharff, 2007
- Koinothrix Jocqué, 1981
- Koinothrix pequenops Jocqué, 1981
- Lachesana insensibilis Jocqué, 1991
- Leptasteron Baehr & Jocqué, 2001
- Limoneta Bosmans & Jocqué, 1983
- Locketidium Jocqué, 1981

- Mastidiores Jocqué, 1987
- Mastidiores kora Jocqué, 1987
- Metaleptyphantes vates Jocqué, 1983
- Microdiores Jocqué, 1987
- Microdiores aurantioviolaceus Nzigidahera & Jocqué, 2010
- Microdiores chowo Jocqué, 1987
- Microdiores rwegura Nzigidahera & Jocqué, 2010
- Microdiores violaceus Nzigidahera & Jocqué, 2010
- Minasteron Baehr & Jocqué, 2000
- Minicosa Alderweireldt & Jocqué, 2007
- Minicosa neptuna Alderweireldt & Jocqué, 2007
- Murphydium Jocqué, 1996
- Murphydium foliatum Jocqué, 1996
- Neoeburnella avocalis (Jocqué & Bosmans, 1983)
- Nostera Jocqué, 1991
- Ophrynia Jocqué, 1981
- Ophrynia superciliosa Jocqué, 1981
- Pachydelphus Jocqué & Bosmans, 1983
- Pelecopsis malawiensis Jocqué, 1977
- Pentasteron Baehr & Jocqué, 2001
- Petaloctenus Jocqué & Steyn, 1997
- Phenasteron Baehr & Jocqué, 2001
- Platnickia Jocqué, 1991
- Procydrela Jocqué, 1999
- Proelauna Jocqué, 1981
- Psammoduon Jocqué, 1991
- Psammorygma Jocqué, 1991
- Pseudasteron Jocqué & Baehr, 2001
- Pseudasteron simile Jocqué & Baehr, 2001
- Ranops Jocqué, 1991
- Rotundrela Jocqué, 1999
- Storosa Jocqué, 1991
- Subasteron Baehr & Jocqué, 2001
- Subasteron daviesae Baehr & Jocqué, 2001
- Suffasia Jocqué, 1991
- Tolma Jocqué, 1994
- Tolma toreuta Jocqué, 1994
- Toxoniella Warui & Jocqué, 2002
- Tropizodium Jocqué & Churchill, 2005
- Tybaertiella Jocqué, 1979
- Ulugurella Jocqué & Scharff, 1986
- Ulugurella longimana Jocqué & Scharff, 1986
- Venia Seyfulina & Jocqué, 2009
- Venia kakamega Seyfulina & Jocqué, 2009
- Zillimata Jocqué, 1995

- Bibsys: 4074928
- CiNii: DA15631967
- International Standard Name Identifier: 0000 0000 8425 5481
- Library of Congress Control Number: n91061818
- Nationale Bibliotheek van Tsjechië: uk2007402759
- Nationale Bibliotheek van Israël: 987007439541305171
- Nederlandse Thesaurus van Auteursnamen: 073264946
- Système universitaire de documentation: 078833701
- Virtual International Authority File: 9024067
- WorldCat: E39PBJqqvVbqxjWTpBqqfT9bh3